# Diagrama de Hertzsprung-Russell

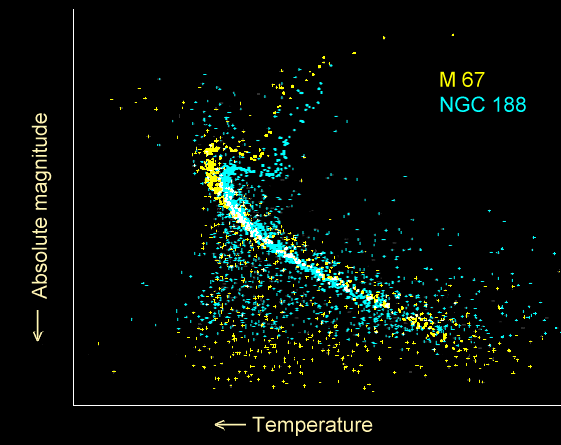
Diagramas H-R de dois aglomerados abertos M6 e NGC 188, mostrando o desligamento da sequência principal em idades diferentes.

Em astronomia, o diagrama de Hertzsprung-Russell (abreviado como diagrama H-R, diagrama HR ou HRD) é um gráfico de distribuição que mostra a relação entre a magnitude absoluta ou luminosidade versus o tipo espectral ou classificação estelar e a temperatura efetiva. Os diagramas de Hertzsprung-Russell não são quadros ou mapas da localização das estrelas. Em vez disso, eles colocam cada estrela em um gráfico indicando a sua magnitude absoluta ou brilho contra sua temperatura e cor.
Ele foi desenvolvido inicialmente pelo astrônomo dinarmarquês Ejnar Hertzsprung em 1911, que relacionou a magnitude absoluta das estrelas em relação à sua cor. De forma independente em 1913, o astrônomo americano Henry Norris Russell comparou a classe espectral com a magnitude absoluta. Os gráficos resultantes mostraram que a relação entre temperatura e luminosidade de uma estrela não era aleatória, sendo possível identificar diferentes grupos de estrelas.

## Formas do diagrama
Há várias formas do diagrama Hertzsprung-Russell e sua nomenclatura não está bem definida. O diagrama original mostrava o tipo espectral das estrelas no eixo horizontal e a magnitude absoluta no vertical. A primeira grandeza (o tipo espectral) é difícil de plotar no gráfico porque não é uma quantidade numérica, e nas versões modernas do gráfico é substituída pelo índice B-V de cores das estrelas. Este é o tipo de diagrama que é frequentemente chamado um diagrama Hertzsprung-Russell ou, mais especificamente, um diagrama cor-magnitude, e é usado por observadores. Em casos em que se sabe que as estrelas estão a distâncias idênticas, como num aglomerado estelar, um diagrama cor-magnitude é usado para fazer o gráfico das estrelas do aglomerado, em que o eixo vertical é a magnitude aparente.
Em outro tipo de diagrama, plota-se a temperatura superficial efetiva da estrela em um eixo e a luminosidade no outro. Isto é o que os teóricos calculam usando modelos computacionais para descrever a evolução das estrelas. Este tipo de diagrama seria mais precisamente chamado diagrama temperatura-luminosidade, mas este termo é pouco usado, preferindo-se o nome diagrama Hertzsprung-Russell. Uma característica peculiar desta forma do diagrama H-R é que as temperaturas são plotadas da maior temperatura para a menor, o que ajuda a comparar esta forma do diagrama com a usada pelos observadores. 
Embora os dois tipos de diagrama sejam similares, os astrônomos fazem uma clara distinção entre eles. A razão é que a transformação de um em outro não é trivial e depende do modelo de atmosfera estelar sendo usado e dos seus parâmetros (como a composição e a pressão, além da temperatura e luminosidade). Além disso, é preciso saber a distância para os objetos observados e o grau de avermelhamento (extinção) estelar. Transformações empíricas entre vários índices de cor e a temperatura efetiva estão disponíveis na literatura.
O diagrama H-R pode ser usado para definir os tipos diferentes de estrela e para casar as previsões teóricas da evolução estelar com observações de estrelas reais, usando-se modelos computacionais. É necessário, então, converter as quantidades calculadas para as observadas, ou o inverso, neste caso introduzindo uma incerteza adicional.

## Interpretação

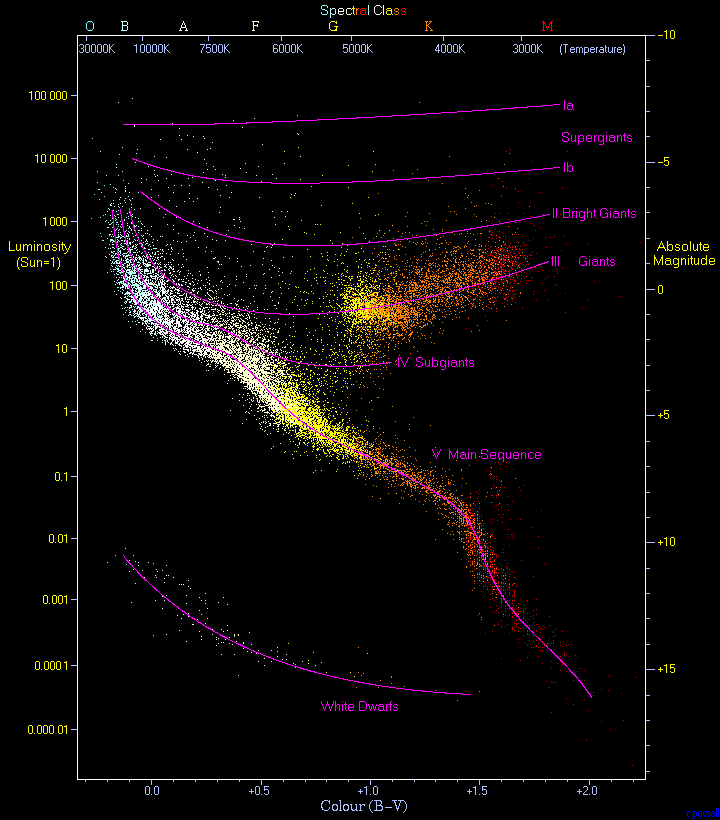
Um gráfico da luminosidade (magnitude absoluta) em relação à cor das estrelas, variando desde as estrelas branco-azuladas de alta temperatura no lado esquerdo do diagrama até as estrelas vermelhas de baixa temperatura no lado direito.

A maioria das estrelas ocupa a região do diagrama ao longo da linha chamada de sequência principal. Durante este estágio as estrelas estão fundindo hidrogênio em seus núcleos. A concentração seguinte de estrelas está no ramo horizontal (fusão do hélio no núcleo e queima do hidrogênio na camada que cobre o núcleo). Outra região importante é a falha de Hertzsprung, localizada na região entre os tipos espectrais A5 e G0 e entre as magnitudes absolutas +1 e -3 (isto é, entre o topo da sequência principal e as gigantes no ramo horizontal), onde a densidade de estrelas é menor. As estrelas variáveis RR Lyrae são encontradas à esquerda desta falha. As variáveis das Cefeidas localizam-se na seção superior da faixa de instabilidade (uma região quase vertical do diagrama ocupada por estrelas variáveis pulsantes). O Sol encontra-se na sequência principal, na magnitude 1.
O diagrama H-R pode também ser usado pelos cientistas para medir aproximadamente a distância entre um aglomerado estelar e a Terra. Isto pode ser feito comparando-se as magnitudes aparentes das estrelas do aglomerado com as magnitudes absolutas de estrelas com distâncias conhecidas (ou de estrelas modelo). O grupo observado é então movido na direção vertical até que as duas sequências principais coincidam. A diferença de magnitude que foi coberta para fazer coincidir os dois grupos é chamada de módulo de distância e é uma medida direta para a distância. Esta técnica é conhecida como coincidência de sequência principal ou paralaxe espectroscópica.

## O papel do diagrama no desenvolvimento da física estelar
A observação do diagrama levou os astrônomos a especular que ele poderia demonstrar a evolução estelar, sendo a principal sugestão a de que as estrelas colapsavam de gigantes vermelhas para estrelas anãs e depois se moviam ao longo da linha da sequência principal no curso das suas vidas. Pensava-se, portanto, que as estrelas irradiavam energia pela conversão da energia gravitacional em radiação, pelo mecanismo de Kelvin-Helmholtz. Este mecanismo resultava em uma idade para o Sol de apenas dezenas de milhões de anos, criando um conflito sobre a idade do sistema solar entre os astrônomos e biólogos e geólogos, que tinham evidências de que a Terra era muito mais velha do que isto. Este conflito foi resolvido apenas nos anos 1930, quando a fusão nuclear foi identificada como a fonte da energia estelar.
Entretanto, assistindo à apresentação de Russell sobre o diagrama, num encontro da Real Sociedade Astronômica em 1912, Arthur Eddington teve a inspiração de usá-lo como base para o desenvolvimento de ideias sobre a física estelar. Em 1926, no seu livro A Constituição Interna das Estrelas, ele explicou a física de como as estrelas se comportam no diagrama. Este foi um desenvolvimento particularmente notável, dado que, naquela época, o principal problema da teoria estelar, a fonte da energia das estrelas, ainda não estava resolvido. A energia termonuclear e até o fato de que as estrelas são, em grande parte, compostas de hidrogênio (ver metalicidade) ainda estavam por serem descobertos. Eddington contornou este problema concentrando-se na termodinâmica do transporte por radiação da energia no interior das estrelas. Assim, Eddington previu que as estrelas anãs permanecem em uma posição essencialmente estática na sequência principal na maior parte das suas vidas. Nos anos 1930 e 1940, com a compreensão da fusão do hidrogênio, chegou-se a uma teoria com base na física para as gigantes vermelhas e as anãs brancas. Nessa época, o estudo do diagrama de Hertzsprung-Russell não levou aos desenvolvimentos, mas permitiu que a evolução estelar fosse apresentada graficamente.